# Église Saint-Victor de Guyancourt
Pour les articles homonymes, voir Église Saint-Victor.
L’église Saint-Victor est une église gothique construite dans le centre-ville de Guyancourt. Elle est dédiée à saint Victor, soldat romain, martyr, mort le 21 juillet 303 à Marseille.
Certains éléments de l'église seraient antérieurs au XIIIe siècle ainsi les sarcophages mérovingiens, découverts en 1998, laissent penser à la présence sur cet emplacement d'un lieu cultuel dès le VIe siècle.
La cloche de 1557, refondue en 1900, est classée depuis le 27 avril 1944. L'église fait l’objet d’une inscription au titre des monuments historiques depuis le 11 janvier 1951.

## Origines de la paroisse
Les travaux de restauration de l'église en 1998, destinés à réaliser des gaines de chauffage dans le sol, ont mis au jour des sarcophages datant de l'ère mérovingienne (fin VIe ou début VIIe siècle). L'église Saint-Victor a été construite sur un ancien cimetière, témoin d'une communauté installée dans le village.
La création de la paroisse serait dû à Guy de Chevreuse selon l'abbé Jean Lebeuf (1687-1760). Guy de Chevreuse aurait bâti en 1065 le village Guidonis Curtis, c'est-à-dire la cour, le terrain, la culture de Guy. L'alternative, plus crédible, à la théorie de Jean Lebeuf est une origine germanique qui se traduit par la cour de Guyan (ferme ou village de Widan) ou du germain Wido (wid désignant le bois).
Le nom s'est ensuite contracté en « Guidoncourt », « Guyoncourt », « Guyencourt » et enfin « Guyancourt » sur le cadastre napoléonien de 1811.
Jean Lebeuf indique que les reliques nécessaires à la création de l'église auraient été obtenues par Guy de Chevreuse auprès des chanoines de l'abbaye de Saint-Victor de Paris.
La fête de la paroisse est le 21 juillet, date du décès de saint Victor.

## La construction de l'église
L'église fut consacrée le 25 juin 1533 par Guy de Montmirail (1492-1538), évêque de Megare, qui y bénit six autels. Jean Lebeuf signale une décoration originale de certains supports des voûtes de la nef qui sont des têtes de bœufs sculptées. L'origine de ces sculptures serait les marchands de bœufs qui demeuraient au hameau tout proche de Bouviers et qui auraient largement contribué au financement de la construction de l'église. Ces décorations apparaissent toujours malgré l'érosion due aux siècles.
Selon Lebeuf, les habitants de Bouviers, éloignés de l'église Saint-Victor, obtinrent le 2 mai 1553 du curé Geoffroy Barbereau, de construire à leur frais une chapelle. Celle-ci sera consacrée à sainte Barbe. Geoffroy Barbereau donna son accord sous réserve d'une part de n'y chanter l'office que le jour de la Sainte Barbe et d'autre part que les habitants de Bouviers viennent à l'église Saint-Victor, lors des grandes fêtes religieuses. Lebeuf signale qu'il ne reste que des ruines de cette chapelle et un lieu-dit le clos de la chapelle.
L'église est construite en calcaire et en meulière. Elle présente une nef à cinq travées ceinturée de deux collatéraux occupés en partie par des chapelles, le tout complété par le chœur situé à l'est.

### L'extérieur
Initialement le cimetière était situé autour de l'église Saint-Victor jusqu'au milieu du XIXe siècle. Un décret du 14 juin 1854, signé par Napoléon III, autorisa la commune à déplacer le cimetière rue de la Rigole.

### L'intérieur
L'entrée de l'église s'effectue sous un arc tendu inscrit dans un arc brisé réalisé en pierre meulière grossièrement taillée, par une porte de grosses planches similaires aux portes des granges. La simplicité du décor de la nef et sa proportion ramassée presque aussi haute que large, confirment le caractère rural de l'ouvrage.  

Croix des Templiers.

On retrouve dessiné sur le haut des piliers la croix rouge pattée qui est l'emblème de l'ordre du temple. Ces croix de consécration de l'église ont été apposées au pochoir sur chaque colonne. Cet ordre était très implanté sur l'actuel territoire de Saint-Quentin-en-Yvelines où de nombreuses commanderies étaient installées. Ce type de croix est repris dans les armoiries des seigneurs Piedefer, propriétaires à Guyancourt. Jusqu'au début du XIXe siècle, une ferme dite « de la Commanderie » était en exploitation dans le quartier de Villaroy, mais aucun lien n'a été établi entre celle-ci et la famille Piedefer. Le cadastre de Guyancourt a conservé ce lieu-dit.
Le clocher abrite deux cloches. La première est installée en 1506, une inscription en lettres gothiques y était gravée : « Ai été nommée Louise par les habitants de Guyencourt », un nom sans doute porté en l’honneur du roi Louis XII régnant alors sur la France. Louise a été remplacée en 1557 par une nouvelle cloche, Marie. Mais une fêlure qui en altéra la sonorité contraignit la commune et le conseil de fabrique (association paroissiale de l'époque) à entreprendre sa refonte. Ainsi naquit une nouvelle cloche fondue à Louviers. Elle a été baptisée le 28 octobre 1900 en présence de son parrain Henri Besnard, ancien député et de sa marraine, Mme Besnard-Dufrenay, femme de l’ancien notaire de Versailles.
La deuxième cloche est installée en mai 2000 dans l’église en mémoire de Leslie, Jean-Damien et François, victimes d'une avalanche le 22 janvier 1998 lors d'un séjour en montagne. Leslie, Jean-Damien, François a été baptisée le 6 mai 2000 par Jean-Charles Thomas, évêque de diocèse de Versailles, en présence de Roland Nadaus, maire de Guyancourt.

#### Plaques commémoratives

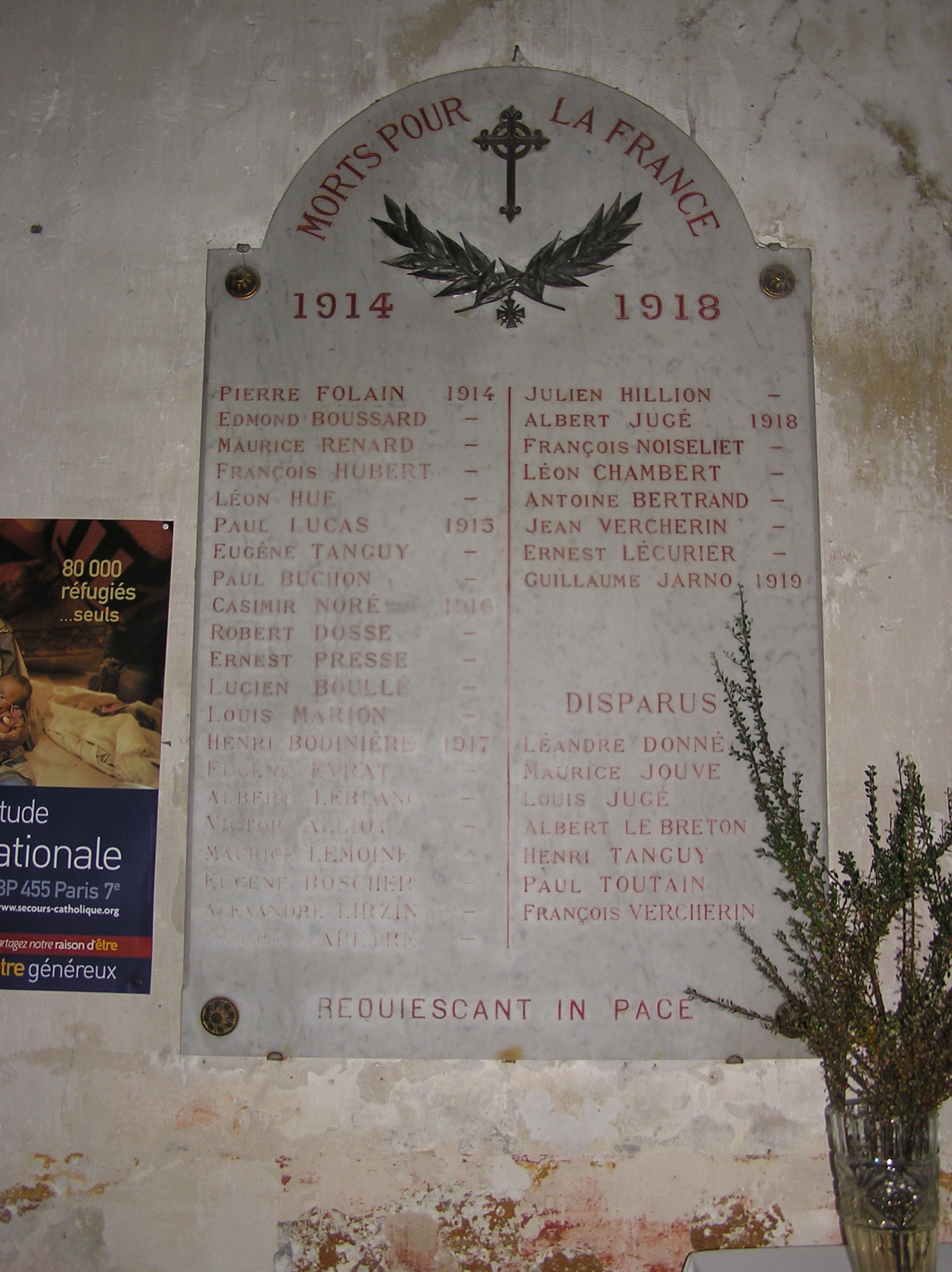
Plaque commémorative de la Première Guerre mondiale.

- À droite de l'entrée de l'église une plaque de marbre blanc présente les morts de Guyancourt pendant la Première Guerre mondiale. Les morts et disparus sont classés par année.
- Sur le même mur un peu plus loin, une plaque indique que l'abbé Chaude a élevé deux autels en 1854, l'un à sainte Julienne et l'autre à sainte Geneviève à titre d'ex-voto contre l'épidémie de choléra qui frappa la commune de Guyancourt en 1850. Ces autels ont disparu.
- Sur le même mur, une dalle de2 × 1 m) figure la gravure d'un homme anonyme grandeur nature. Son visage, ses cheveux sa barbe (taillée comme au XVe siècle) et ses mains jointes sont en marbre blanc incrusté dans la pierre. Les inscriptions sont effacées,.
- Sur le côté gauche, la pierre tombale de Robert Piedefer est maintenant fixée au mur. Ce seigneur de Guyancourt est mort en 1627. L'inscription de la pierre tombale est :

« CY DESSOULZ GIST LE CORPS DE MESSIRE ROBERT DE PIEDEFER / CHEVALLIER SEIGNEUR DE GUYENCOURT DE TURNY ET DE / BOULEY EN CHAMPAGNE, ESCUYER DE LA PETITE ESCURIE DU  / ROY, QUI DECEDA LE 13 ième JOUR DE Juin 1627 »
- Sur le pilier de gauche figure la plaque mémoriale de Jeanne Jarderon morte le 4 octobre 1617, gouvernante des enfants du seigneur du château fort de Guyancourt, avec l'inscription :

« CY GIST JEANNE JARDERON VIVANT / GOUVERNANTE DES ENFANTS DE MONSIEUR / DE GUYENCOURT LAQUELLE A DONNE A / L'EGLISE DE CEANS LA SOME DE DEUX / CENS LIVRES A LA CHARGE QUE LES / MAGLERS FERONT DIRE A PERPETUE POUR / LE SALUT DE SON AME DEUX OBITZ / COMPLETZ PAR CHACUN AN DE TROIS / HAUTES MESSE VIGILES ET COMMENDACES, / LIBERA, DE PROFONDIS ET SAUVE REGINA, / A SCAVOIR L'UN LA VEILLE DE SAINT JEAN< / BAPTISTE ET L'AUTRE LE JOUR DE SAINT FRANCOIS / 4 D'OCTOBRE AUQUEL SERVICE SERA PORTE / PAIN ET VIN A L'OFFRANDE ET Y AURA / DEUX POINTES DE CIERGES SUR L'AUTEL / QUATRE AUTOUR DE LA REPRESENTATION / ET UN DEVANT L'IMAGE DU CRUCIFIX / AVEC LA HERSE DE TREIZE PETITES POINTES / LE TOUT COMME IL EST PLUS AMPLEMENT / PORTE PAR LE TESTAMENT DE LA DITE / JARDERON LAQUELLE DECEDEE AU CHASTEAU / DE GUYENCOURT LE 4e JOUR D'OCTOBRE / 1617. / PRIEZ DIEU POUR SON ÂME. »

#### Les chapelles

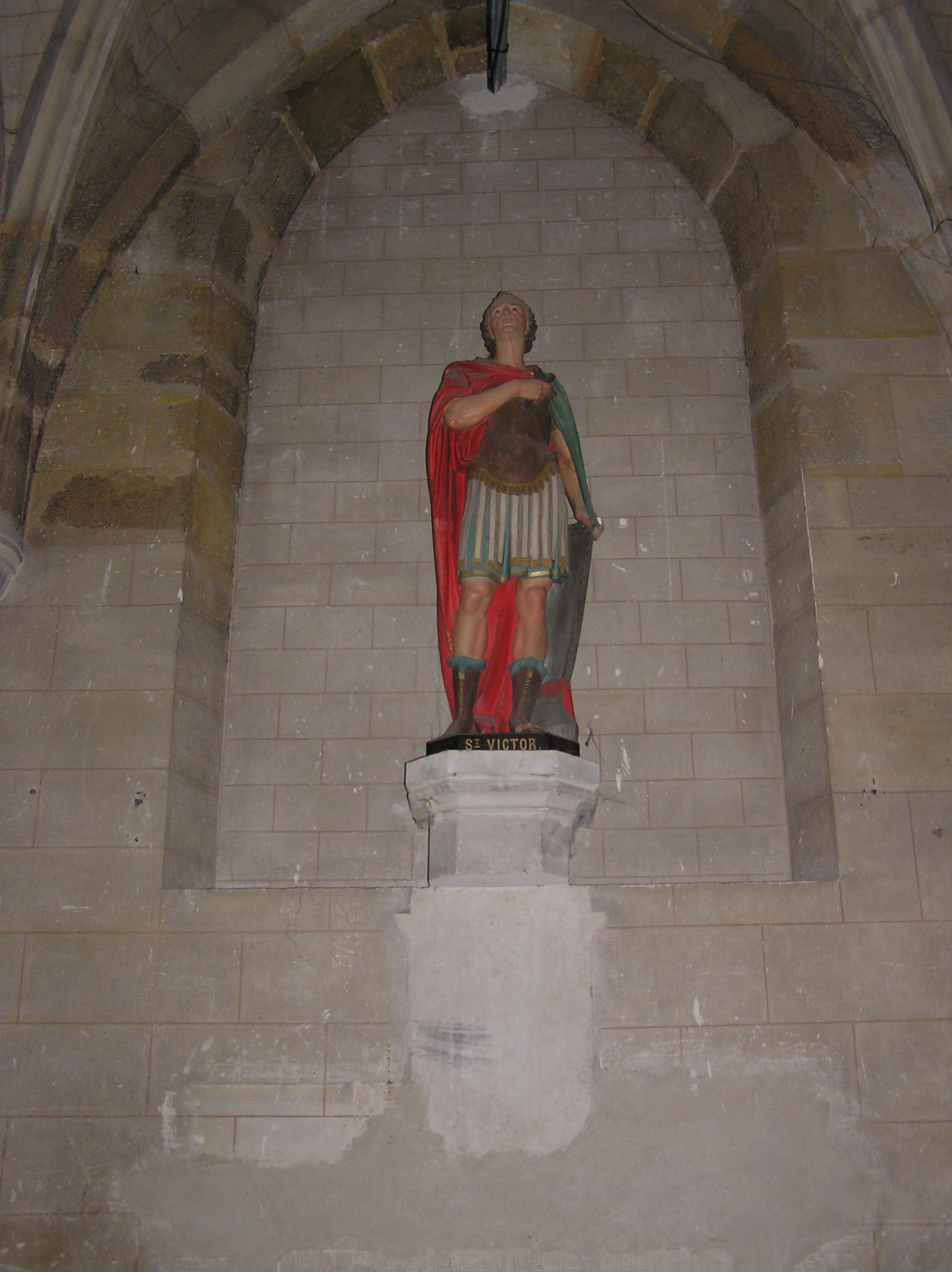
Saint Victor

- La chapelle Saint-Victor est située près du chœur sur le bas côté gauche. Saint Victor est représenté par une statue anonyme en plâtre polychrome du XIXe siècle placée sur un cul-de-lampe. Il est dans une tenue de soldat romain, debout appuyé sur un bouclier, il tient dans sa main droite une croix, signe de son appartenance à la communauté chrétienne. La bénédiction de la chapelle a eu lieu le 20 juillet 1884 par l'abbé Maxime Caron, supérieur du petit séminaire de Versailles[12].
- L'autel de Jeanne d'Arc est situé à droite de l’entrée à côté de la plaque commémorative des morts de la Première Guerre mondiale. Au-dessous de la statue de Jeanne d'Arc, l’autel est de style gothique flamboyant du XVIe siècle. Le tabernacle est de la même époque.

## Les curés de la paroisse
- 1467-1477 : Jean de Galles (mort en 1477), curé, suppléant du vicaire de l'archidiacre, et visiteur des paroisses du doyenné de Châteaufort en 1467. Son frère Richard de Galles était curé de Bois-d'Arcy[14].

Vues de l'église
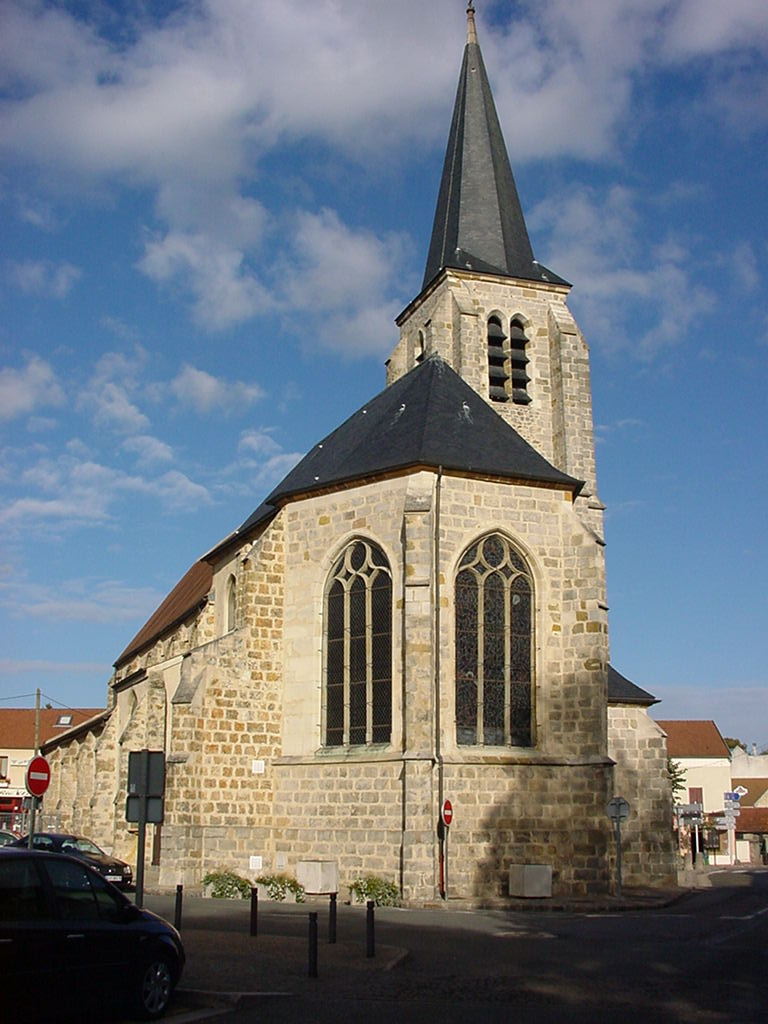
Chevet de l'église.
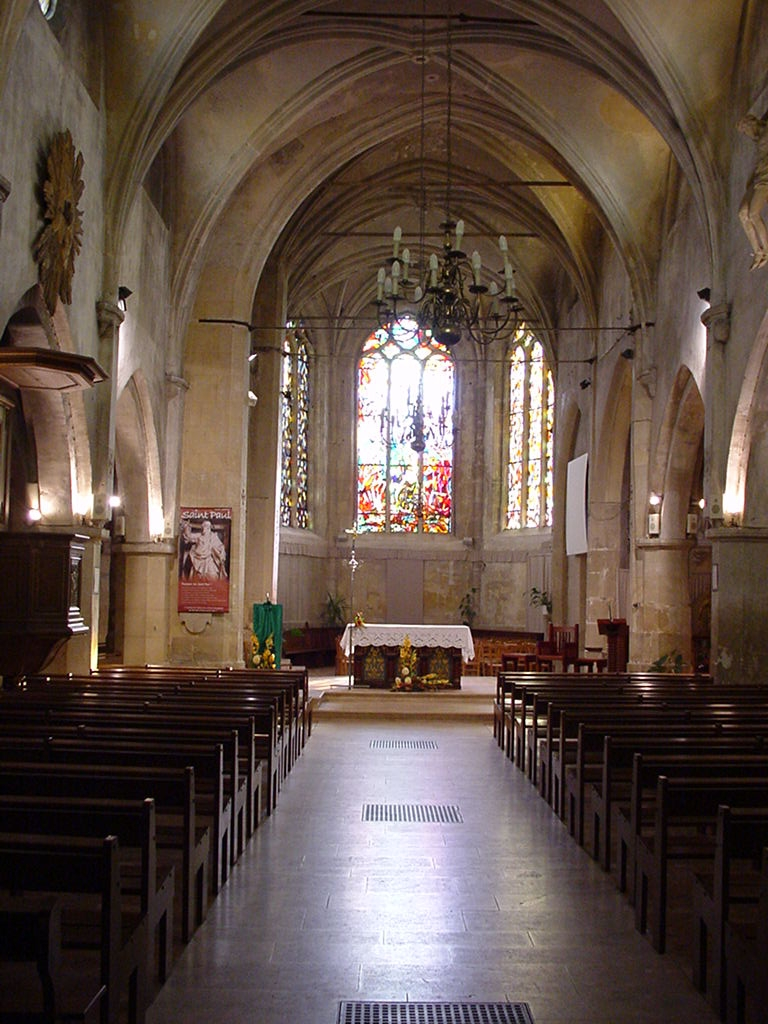
La nef.
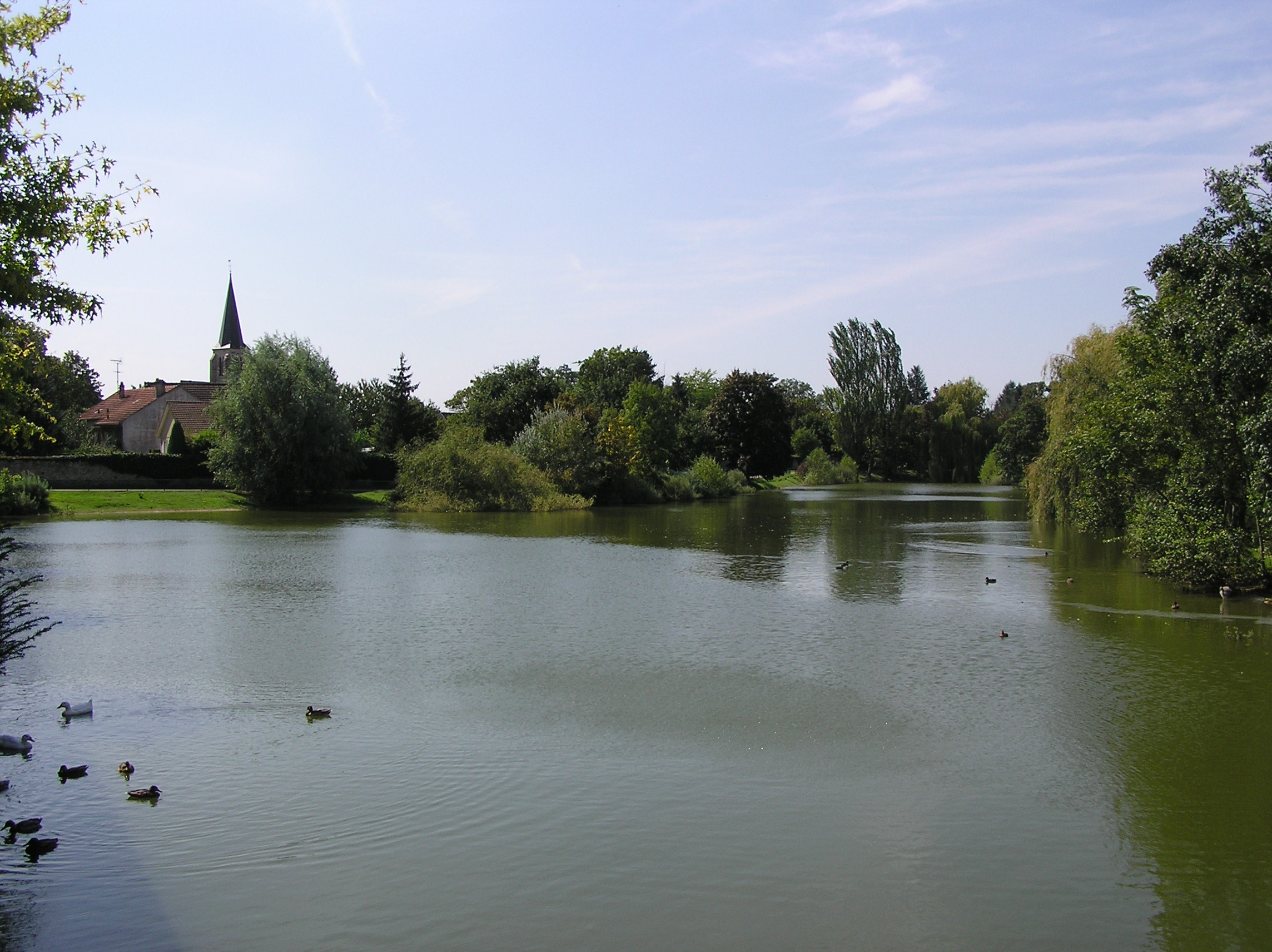
Vue sur le clocher depuis l'étang du château.
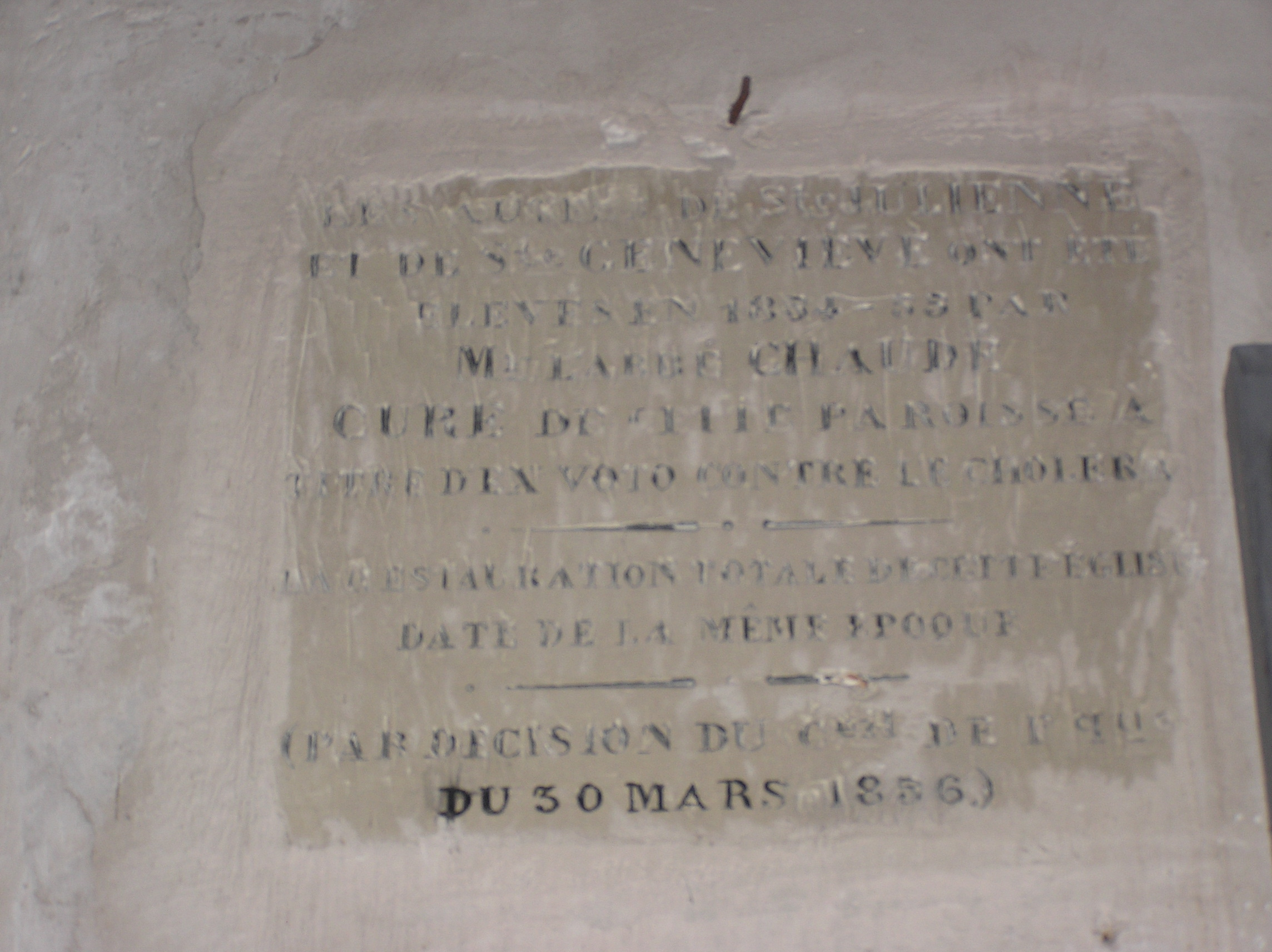
Ex-voto contre le choléra.
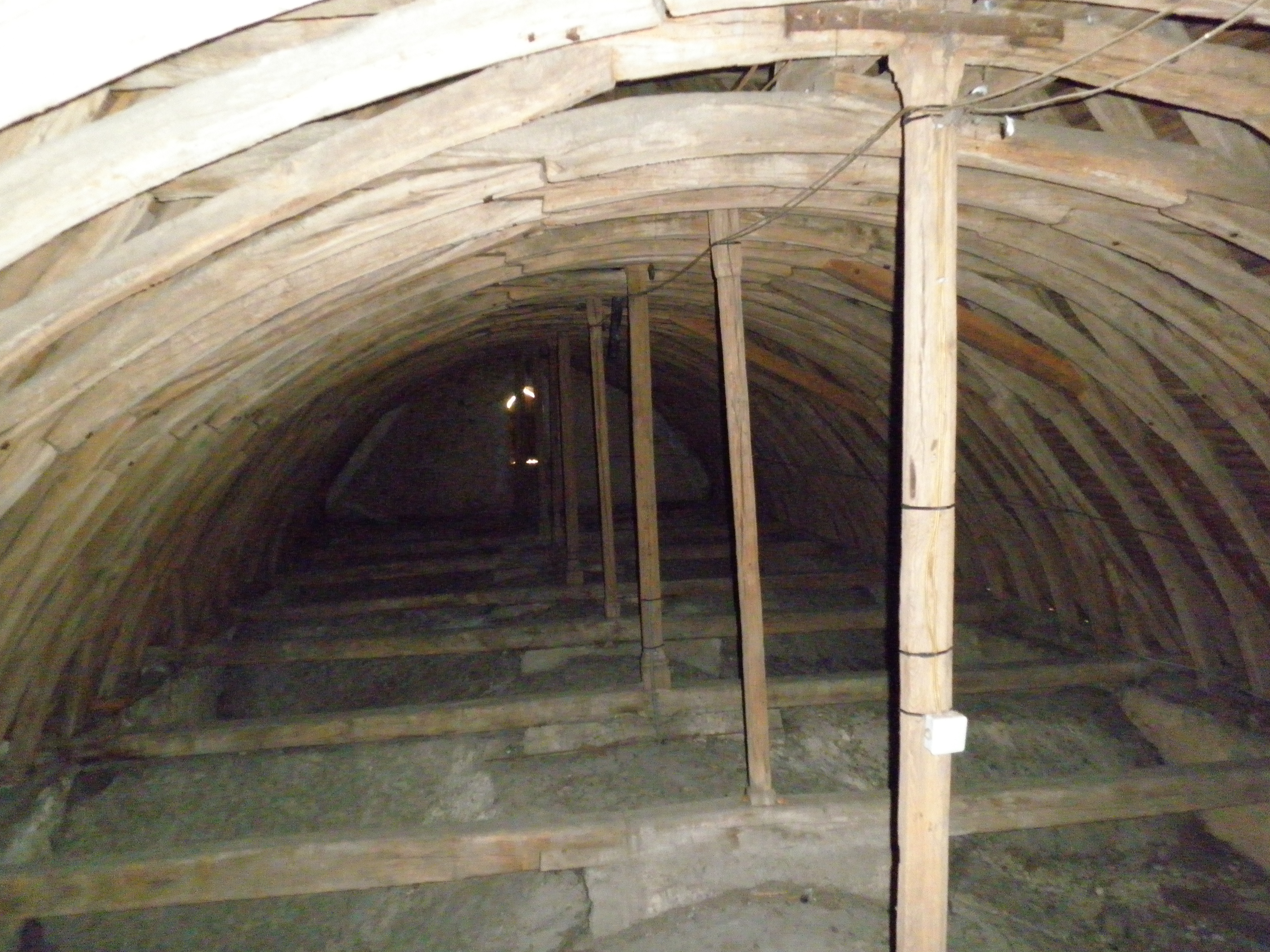
Charpente de la toiture en forme de coque de bateau inversée.
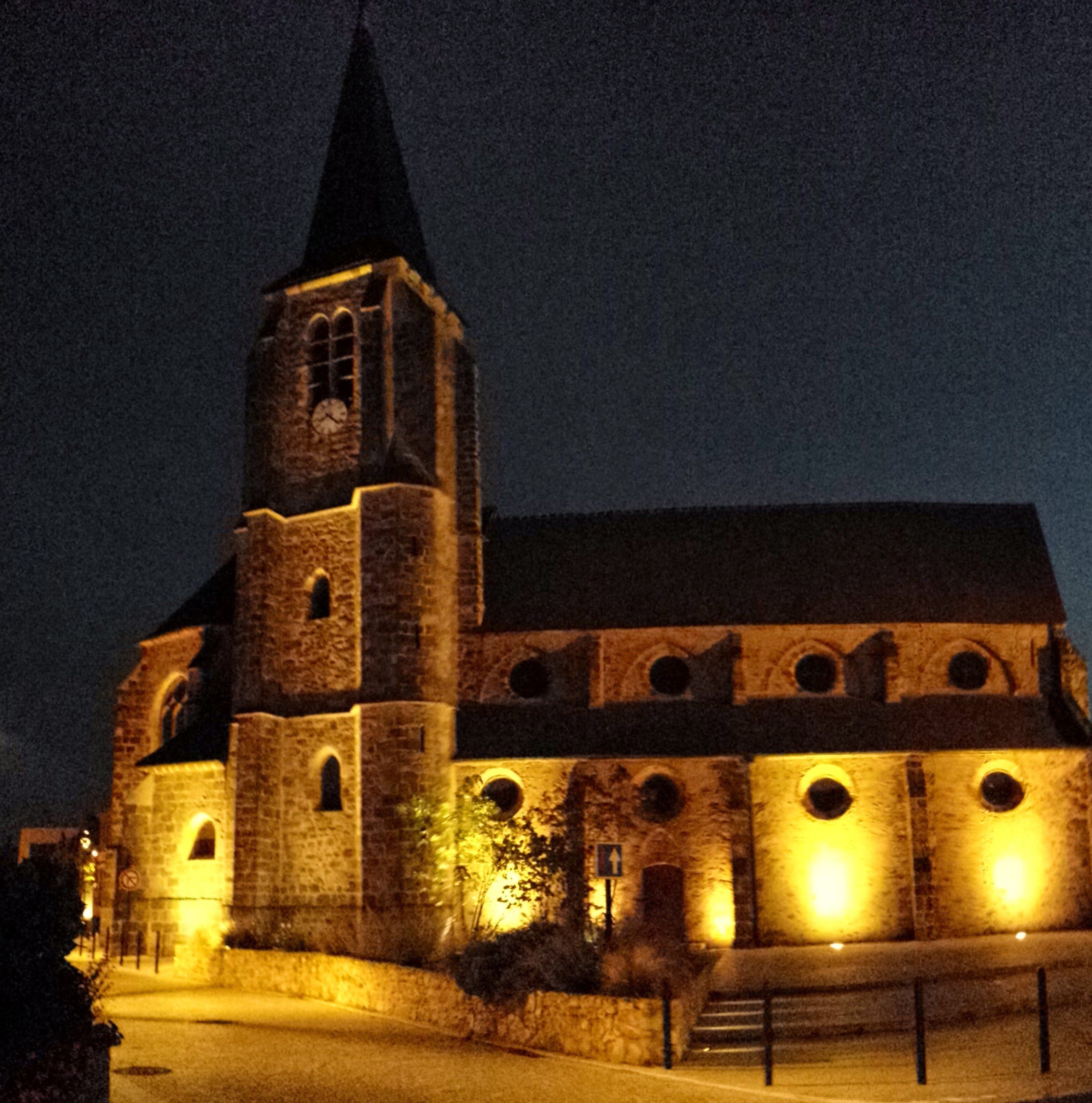
Vue de l'église illuminée.

## Peinture
René Aubert (La Loupe, 1894 ; Versailles, 1977), sa toile intitulée L'église de Guyancourt est une peinture à l'huile. Cette toile est conservée au Musée Lambinet de Versailles,.